# 세벌식 자판의 종류
세벌식 자판은 입력 방식에 따라 이어치기 계열과 모아치기 계열로 나눌 수 있다. 이어치기는 낱자 단위로 한 글쇠씩 쳐 나가는 입력 방식을 가리키고, 모아치기는 여러 글쇠를 함께 눌러 낱내 또는 낱말·문장 단위로 넣는 입력 방식을 가리킨다.

## 이어치기 계열

### 공세벌식 자판 계열

#### 공병우 타자기 자판

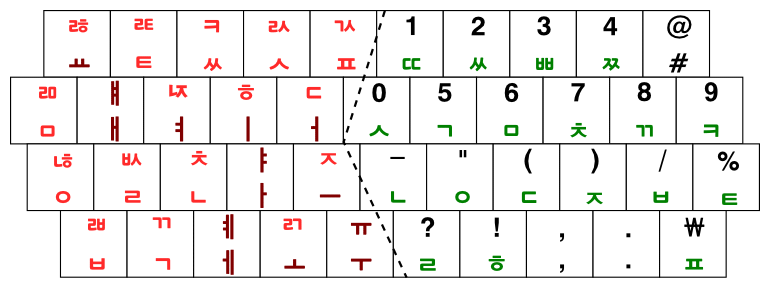
초창기 공병우 타자기 자판 ① (언더우드 타자기 회사 제품)

흔히 속도 타자기로 불렸던 많은 공병우식 수동 타자기에는 빠른 업무 처리를 목표로 한 사무용 자판이 들어갔다. 공병우 타자기는 꼴에 가깝게 한글을 찍을 수 있게 네벌 반식 자판을 쓴 체재 타자기, 작가·언론인·문인을 위한 문장용 타자기, 시각 장애인을 위한 점자 타자기, 영문 로마자도 함께 넣는 한·영 겸용 타자기로도 개발되었다. 이 타자기들에는 저마다의 목적에 맞추어 바꾼 공세벌식 자판들이 들어갔다.
공세벌식 자판은 전신 타자기, 전동 볼 타자기 등에도 쓰였다. 1958년에 공병우가 세벌식 자판으로 한글을 모아쓸 수 있게 개발한 전신 타자기는 1960년대부터 내무부를 비롯한 정부 부처들에서 쓰였다. 1975년에는 전동 타자기인 볼 타자기에 맞춘 공병우 타자기가 개발되었다. 전신 타자기 등은 글쇠 규격이나 글 찍는 방식이 수동 타자기와 달랐으므로, 자판에 들어간 한글 낱자의 수와 종류가 수동 타자기와 달랐다.
다음은 가장 잘 알려진 3-90, 3-91 자판을 먼저 설명한다.

#### 3-90 자판

3-90 자판

‘390 자판’이라는 약칭으로도 불린다. 3-90 자판은 1990년에 한글문화원이 3-89 자판의 개선판으로 발표한 IBM PC 호환기종의 일반 보급용 세벌식 자판이다. 3-89 자판처럼 한글문화원의 연구원이었던 박흥호가 배열 연구를 주도하였다. 공식 이름은 'IBM-3-90 자판' 또는 '3-90 자판'이다. 
3-90 자판에는 39개 글쇠에 52개 한글 낱자가 들어 있고, 윗글 자리에는 ㅒ와 받침 ㄷ·ㅈ·ㅊ·ㅋ·ㅌ·ㅍ를 비롯한 13개 낱자가 들어 있다. 3-89 자판에서 12개였던 겹받침 수가 7개로 줄었다. 숫자들은 글쇠판 오른쪽의 숫자판(숫자 키패드)과 비슷한 배열로 윗글 자리에 들어 있다. 영문 쿼티 자판에 있는 기호가 모두 들어갔고, 기호 배열이 먼저 나온 공세벌식 자판들보다 영문 자판에 훨씬 가깝게 맞추어졌다.
3-90 자판은 한글문화원의 공식 활동을 통하여 1990년대 초반에 주로 보급된 세벌식 자판이다. 겹받침 수가 줄고 기호 배열이 더 편리하여, 명령어 기반 운영체제인 도스(DOS)에서 3-89 자판을 쓰던 사용자와 개발자들은 3-90 자판을 쉽게 받아들일 수 있었다. 3-90 자판은 아래아한글, 이야기, 21세기를 비롯한 도스용 프로그램들에 곧잘 '한글 3벌식'이라는 이름으로 들어갔다.
한글문화원은 한글·기호 배열을 익히기 쉬운 3-90 자판을 보급하여 세벌식 자판을 쓰는 사람의 수를 더욱 늘릴 수 있었고, 세벌식 자판에 대한 사람들의 관심도 함께 높일 수 있었다. 이를 바탕으로 윈도우 운영체제의 한글 입력기에 3-90 자판과 3-91 자판(공병우 최종 자판)이 함께 들어갈 수 있었는데, 이 점은 공세벌식 자판이 더욱 널리 알려지는 계기가 되었다.
프로그램 개발자를 배려했다는 평가도 받지만, 엑셀 같은 표계산 프로그램을 쓰는 때를 헤아린다면 일반인도 두루 쓰기 좋은 사무용 배열이다. 그러나 옛 한글문화원이 1990년대 중반에 문을 닫으면서 3-90 자판을 꾸준히 보급하는 활동이 끊겼다. 3-90 자판으로 ㄵ을 비롯한 몇몇 겹받침들을 이어서 치기 껄끄러운 점 등은 한글을 더 매끄럽게 치기를 바라는 이들이 3-91 자판으로 관심을 돌리는 원인이 되었다.

#### 3-91 자판 (공병우 최종 자판)

3-91 자판 (공병우 최종 자판)

‘391 자판’으로도 불린다. 공병우는 1980년대부터 매킨토시 환경에서 타자기와 컴퓨터를 비롯한 여러 기기에서 함께 쓸 수 있으면서 높은 한글 타자 능률을 낼 수 있는 세벌식 한글 배열을 '공병우 글자판' 또는 '공 자판'이라는 이름으로 개발해 나갔다. 그 연구를 바탕으로 1991년에 정리한 배열을 한글문화원을 통하여 공병우 최종 자판이라는 이름으로 발표하였다. 그런데 ‘최종’이라는 말이 부르는 오해를 피하기 위해서 배열이 처음 나온 해(1991년)를 따서 3-91 자판으로도 불리고 있고, 완성된 때는 1992년 초이다.
3-91 자판은 3-90 자판의 개선판이 아니고 설계 목적이 다른 배열이다. 하지만 3-90 자판과 한글 배열에 공통점이 많고, 받침 배열에서는 3-90 자판보다 더 개선된 면이 있다.
3-91 자판에는 기계식 타자기 시대의 배열 특징이 돋보인다. 물음표(?)를 영문 쿼티 자판과 달리 왼쪽에 두었고 받침 ㅈ이 ㄵ보다 치기 어려운 자리에 있는 것은 기계식 공병우 타자기 설계를 의식한 요소이다. 58개 낱자가 39개 글쇠에 들어가 있어서, 19개 낱자는 윗글쇠를 눌러 넣는다. 기호 배열은 영문 자판과 매우 다르다. 참고표(※), 가운뎃점(·), 열고 닫는 따옴표(“ ”)가 들어간 대신에 기호를 둘 글쇠 자리가 모자라서 영문 자판에 있는 12개 기호(` @ # $ ^ & [ ] { } _ |)는 빠졌다. 겹받침이 많고 한글 문장에 쓰일 만한 기호들이 우선하여 들어간 것에 주목하면, 3-91 자판은 1975년 무렵에 소설가 정을병의 제안으로 만들어진 공병우 문장용 타자기 자판의 뒤를 잇는 문장용 배열로 볼 수 있다.
3-91 자판은 컴퓨터만이 아니라 기계식 타자기와 전자식 타자기에 맞춘 배열까지 모두 3가지 배열이 있었다. 이 3가지 배열은 한글 배열은 같고 기호 배열이 다르다. 컴퓨터용 배열은 널리 쓰이면서 알려졌으나, 기계식/전자식 타자기에 맞춘 배열을 쓴 타자기는 제품으로 나오지 못했다.
한때 3-91 자판은 거의 매킨토시 환경에서만 쓰여서 매킨토시 세벌식 자판으로도 불렸다. 1990년대 초에 한글문화원은 그래픽 기반 운영체제를 쓰는 매킨토시에는 3-91 자판을 보급하고, 명령어 기반 운영체제인 도스(DOS)를 쓰는 IBM PC 호환기종에는 3-90 자판을 보급한다는 원칙을 세워 잘 지켰다. IBM PC 호환기종에 비하여 매킨토시를 쓰는 사람은 적었고, IBM PC 호환기종의 도스(DOS) 환경에서는 3-91 자판을 지원한 프로그램이 거의 없었다. 그래서 1990년대 초반까지는 3-91 자판을 쓰는 사람이 드물었다.
하지만 1990년대 후반부터 3-91 자판을 쓰는 사람의 비율이 늘었다. 3-90 자판을 먼저 익힌 사람들 가운데 한글을 더 매끄럽게 넣기 좋은 3-91 자판으로 바꾸어 쓰는 사람이 생겼고, 새로 공세벌식 자판을 익히는 사람들도 '3벌식 최종'으로 알려진 3-91 자판을 바로 익히려 드는 경향이 나타났다. 이는 3-90 자판을 힘써 보급하던 한글문화원이 1990년대 중반에 문을 닫은 것과 컴퓨터 기종별로 나뉘던 3-90 자판 및 3-91 자판의 경계가 마이크로소프트 윈도우(Microsoft Windows)를 통하여 무너진 것이 맞물려 나타난 결과이다.
다음으로 공 세벌식 계열에서 윗글자 없이 치는 점에서 의미있는 안종혁 순아래 자판을 설명한다. 

#### 안종혁 순아래 자판 (1990)

세벌식 순아래 자판

안종혁 순아래 자판은 1990년에 3-90 자판을 바탕으로 하여 안종혁이 제안한 한 손용 세벌식 배열이다. 처음에 'no-shift'(노시프트)라는 이름으로 아래아한글의 사용자 자판 설정 파일과 함께 제안되었다.  '순 아랫글 자판'이나 '한손 자판'으로도 불렸다. 손이 불편한 사람들을 헤아려 윗글쇠를 전혀 쓰지 않고 한 손가락만으로도 한글을 넣을 수 있게 하였다.
이 자판은 장애인용이라고 하지만, 윗글쇠를 누르지 않아도 되는 점은 일반인에게도 매력이 있다. 오른손 쪽의 기호 자리에까지 한글 받침이 들어가서 한글 낱자가 44개 글쇠나 차지한 점은 흠이다.
안종혁 순아래 자판은 한글문화원이 보급한 자판 배열을 바탕으로 만들어진 첫 응용 배열이다. 아래아한글에는 2000년에 나온 한/글 워디안부터 기본 지원하는 한글 자판으로 들어가고 있다.

#### 기타 공 세벌식 계열의 자판

##### 3-89 자판

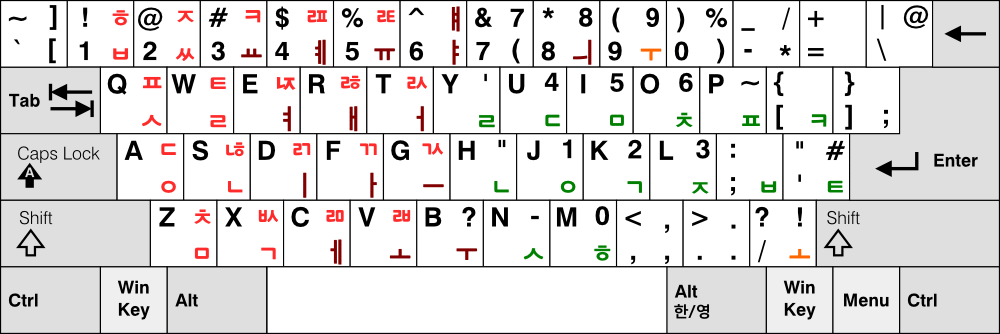
3-89 자판

3-89 자판은 1989년에 한글문화원이 IBM PC 호환 기종에서 쓸 일반 보급용 배열로 내놓은 공세벌식 자판이다. 한글문화원의 연구원으로 있던 박흥호가 배열 연구를 주도하였다. IBM PC 호환기종, 매킨토시, 기계식/전자식 타자기를 비롯한 여러 기종에서 함께 쓸 수 있는 통일 배열 성격을 띠었다.
요즘한글에서 쓰이는 모든 겹받침을 갖추고 있어서, 매킨토시 환경에서 쓰이던 직결식 한글 처리로 쓰기 좋다. 소수점과 자릿수 구분에 쓰이는 마침표와 쉼표를 윗글로도 넣을 수 있게 하였다. 영문 자판과 기호 배열이 매우 다르고 &, ^ 등이 빠져 있다. 이는 뒤에 나오는 3-91 자판과 닮은 특징이다. 숫자 배열은 요즈음의 노트북 등에서 Num Lock을 켜고 쓰는 배열과 같다.
3-89 자판은 도깨비나 아래아한글 같은 도스의 한글 지원 프로그램에 들어가면서 쓰이기 시작했다. 그러나 영문 자판과 기호 배열이 매우 달라서 쓰기 불편하다는 의견이 나왔고 배열에 더 개선할 점이 있었으므로, 한글문화원은 이듬해에 3-90 자판을 개선판으로 내놓았다. 한글문화원은 1990년부터 3-90 자판을 보급하는 데에 힘썼으므로, 3-89 자판은 오래 쓰이지 못하였다.

##### 3-93 옛한글 자판

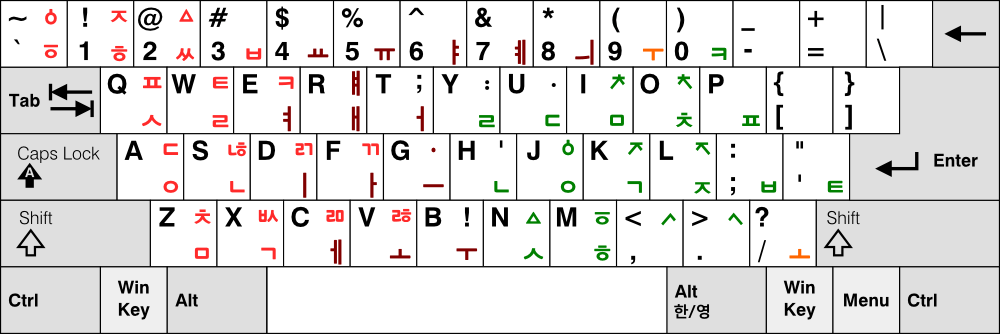
3-93 옛한글 자판

1993년에 부산대학교 전자계산학과 교수 김경석이 3-90 자판을 바탕으로 만든 세벌식 옛한글 배열이다. 이 자판은 김경석이 개발한 옛한글 문서 편집기인 나랏 말씀에서 처음 구현되었다. 이 배열은 흔히 '세벌식 옛한글 자판'이라는 이름으로 알려져 있고, 한글문화원에서 보급하지 않은 배열 가운데 한글 입력기들과 문서 편집기들이 가장 많이 지원하고 있는 세벌식 배열이기도 하다.
3-93 옛한글 자판에는 3-90 자판에 들어간 숫자 10자와 기호 5자(`, ~, /, <, @)를 뺀 자리에 옛한글에 쓰이는 첫소리 9자(ㅿ, ㆁ, ᄼ, ᄾ, ᅎ, ᅐ, ᅔ, ᅕ, ㆆ), 홀소리 1자(ㆍ)와 끝소리 3자(ㅿ, ㆁ, ㆆ), 방점 2개가 들어갔다. 원안에는 느낌표(!)와 부등호(<, >)가 빠져 있지만, 이 기호들을 넣을 수 있게 구현한 입력기도 있다.
공세벌식 배열은 글쇠 자리에 여유가 없어서 두벌식 자판보다 옛한글 자판을 만들기 어렵다는 의심도 받았다. 3-93 옛한글 자판은 옛글을 넣을 때에 두벌식 자판보다 세벌식 자판이 더 유리함을 널리 입증한 배열이다. 두벌식 자판은 요즘한글에 쓰이지 않는 겹닿소리 때문에 옛글을 넣을 때에 치는 이가 낱내(음절)을 끊어 주어야 할 때가 생기지만, 세벌식 자판은 첫소리를 넣을 때 낱내가 끊어지므로 치는 이가 낱내를 끊는 일에 신경 쓰지 않고 옛글을 칠 수 있다.
숫자와 몇몇 기호들이 빠져서 실무에 쓰이지는 못한다.

##### 김국 38A 자판(2014)
김국은 2009년 세벌식 38 자판을 발표하였고, 2015년 이를 개선한 38A 자판을 발표하였다. 김국은 "우수한 자판의 설계 원칙"으로 3가지를 주장한다. 김국의 3 원칙(Generally accepted 3 rules)은
1. 현대 국어를 가급적 윗글자 없이 입력하며 사용 키의 개수를 적게 한다.
2. 기본적인 순차 입력이 보장되고, 동시 입력을 가능하게 한다.
3. 어문의 인지에 정합하면서 가급적 단순 오토마타로 구현한다(Normalizing) 등이다.[14]

윗글자를 없이 하는 것과 키의 개수를 적게 하는 것은 상호배타적(모순)이지만 이 점이 한글 자판 설계의 관건이다. 속도와 오타율은 자판의 양대 성능지표이다. 이를 위한 인간공학적인 손가락 움직임과 좌우 균형이 중요한 요소이다. 모든 자판은, 표준이든 제안된 것이든 완전무결할 수 없고, 최적에 가까운 설계와 사용자의 선호도에 따라 우수한 자판으로 평가 받게 될 것이다. (한편 세벌식의 공통적인 장점인 동시입력은 일반적인 입력 방법이 아니어서, 하나의 특징은 될 수 있지만, 장점이나 단점이 될 수 없고, 일반적인 자판 평가/선택의 기준은 아니라는 주장도 있다.)
김국은 2009년 공 세벌식 계열의 38 자판을 발표하였는데, 공병우를 기려 ‘공병우-김국 38 자판’이라고도 불렀다. '38'은 한글 낱자들이 자판에서 차지한 글쇠 수를 뜻한다. 이 자판은 날개셋 한글 입력기를 사용하여 시험되었다. 윗글쇠를 쓰지 않고 한글을 넣게 한 안종혁 순아래 자판(1990)의 배열 특징과 설계 목적을 이으면서, 한글이 차지하는 글쇠 수를 최소로 줄이고 전부 윗글자 없이 치게 하였다. 김국 38 자판에는 낱자들이 세벌식 입력으로 한글을 넣기 위한 최소 집합(첫소리 14자, 가운뎃소리 10자, 끝소리 14자)
으로 들어갔다. 38개 낱자를 38개 글쇠에 두어서 윗글쇠를 쓰지 않고 한글을 넣을 수 있다. 홀소리에서 빠진 ㅐ/ㅒ/ㅔ/ㅖ는 각각 ㅏ+ㅣ/ㅑ+ㅣ/ㅓ+ㅣ/ㅕ+ㅣ로 조합하여 넣는다. 
김국은 ㅐ·ㅒ·ㅔ·ㅖ 역시 ㅘ·ㅝ 등과 같은 합자꼴과 동격으로서 기본 홀소리로 조합해 넣는 것이 원칙이라고 하였다. 겹받침들도 기본 받침으로 조합하면 충분하고, 빈도가 상당한 받침 ㅆ을 위해 ㅅ을 두번쳐야 하는 것이 단점이라는 반론에 대해, 김국은 ㅆ은 ㄲ과 마찬가지로 쌍자음의 하나이며 영어에서 th가 h보다 빈도가 높다고해서 한 타로 입력하지 않는 예로, 쌍자음은 단자음의 거듭치기로 충분하다고 주장하였다. 김국은 과거 세벌식 자판에서 자소가 많았던 이유는 타자기로 찍히는 모양을 고려한 설계였기 때문이며, 현재는 법적 지위의 한글 자모만으로, 기본자리로서 충분히 세벌식 입력이 가능하며, 문자자리 26키와 숫자자리 10키 외에는 2자리를 사용하도록 하며, 구체적 배열 위치는 그 다음 문제라고 주장하였다. 38 자판은 391 자판(58개 낱자/39개 글쇠), 390 자판(52개 낱자/39개 글쇠), 안종혁 순아래 자판(44개 낱자/44개 글쇠)과 견주어 한글이 차지하는 자리 수 및 글쇠 수를 줄인 꼴이다. 390 자판의 ㄵ을 비롯한 겹받침들을 이어서 치기 껄끄러운 점과, 391 자판의 많은 겹자모를 시프트키와 함께 치는 손가락 부하를 줄였다.  
김국의 논문 에 따르면 이 자판은 1) 안종혁 순아래 자판(1990)보다 월등하게 적은 38 글쇠를 차지하면서 윗글자를 전혀 사용하지 않고, 2) 기호·숫자가 표준 자판과 정합성이 높고, 3) 공병우 계열 자판과 위치 정합성이 높다. 동시입력(모아치기)도 가능하여 속기 자판만큼은 아니지만 유사하게 사용할 수 있으며, 부가적으로, 윗글자 빈 자리에 고어 문자나 부호문자를 배열할 수 있다.  숫자열은 국제표준에 1×10, 2×5, 4×3의 3 가지만 허용되는데 자판은 글쇠가 기울어져 있으므로 1×10만 가능하다고 말한다.

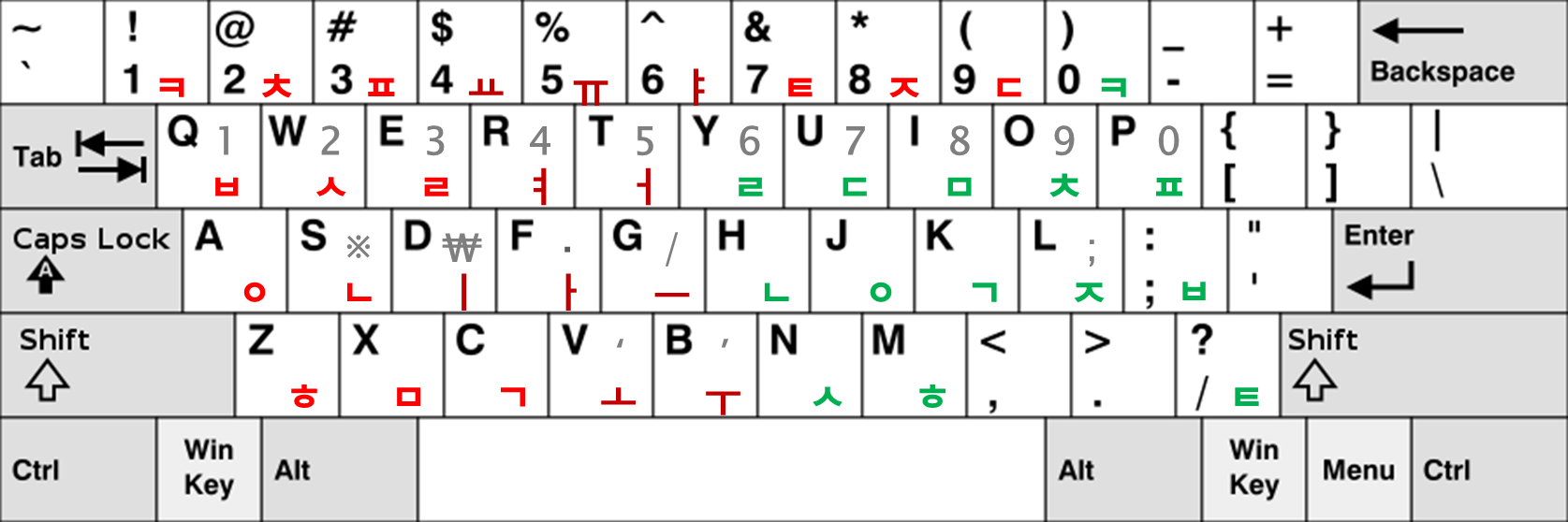
세벌식 김국 38A 자판

38A 자판은 38 자판의 단점을 보완하여 2014년 한국경영공학회지(19권4호)에 발표되었다. 38A 자판은 날개셋 한글 입력기를 사용하여 구현되어 이를 공개하였다.
38 자판과 비교하여 초성 ㅌ의 위치를 새끼손가락의 운지 범위 내의 글쇠 ‘/’ 자리로 옮기고, 종성 ㅅ,ㄹ,ㅁ,ㄱ의 위치를 ㅂ, ㅎ의 위치보다 한 칸 안쪽으로 변경하여 새끼손가락의 과부하를 방지하였다.

##### 3-2012 자판

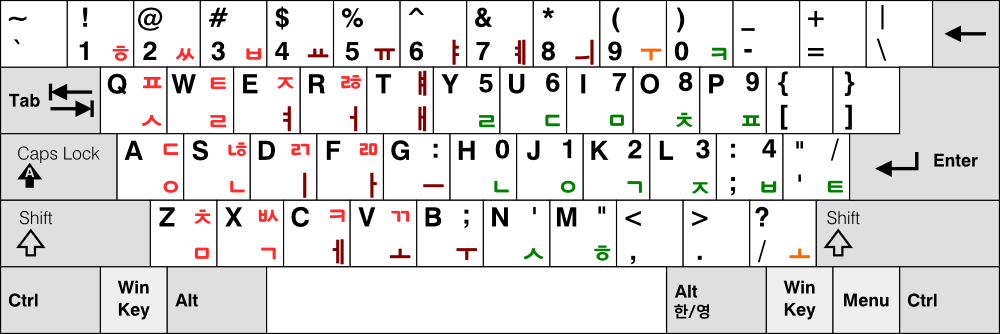
3-2012 자판

3-2012 자판은 2012년에 팥알이 제안하였다. 3-90 자판의 개선안을 목표로 한 사무용 배열이면서, 문장용 배열인 3-2011 자판과의 호환을 꾀한 절충형 배열이다.
다음은 영문 쿼티 자판을 기준으로 3-2012 자판이 3-90 자판과 다른 배열 특징이다.
- ㅐ/ㅓ 자리를 맞바꿈(ㅓ-r, ㅐ-t)
- ㅒ를 T 자리로 옮김 (ㅐ의 윗글 자리에 들어간 점은 3-90과 같음)
- 받침 ㅈ을 느낌표(!) 자리에서 E 자리로 옮김
- 받침 ㅋ·ㄻ은 3-91 자판과 자리가 같음
- 영문 자판과 느낌표(!) 자리가 같음
- 큰따옴표(")-작은따옴표(')와 그침표(:)-머무름표(;)처럼 성격이 비슷한 기호들을 가깝게 모음
- 숫자 배열은 3-91 자판과 같음 (2줄 숫자 배열)

ㅐ/ㅓ 자리를 맞바꾼 것은 ㅓ가 ㅐ보다 자주 쓰이고 받침도 더 자주 붙는 것을 헤아린 것이다. 영문 쿼티 자판과 견주면, 3-90 자판은 6개 기호( ! < > / ; ' )의 자리가 다르고, 3-2012 자판은 5개 기호( : ; ' " / )의 자리가 다르다. 3-2012 자판에 들어간 받침의 수와 종류는 3-90 자판과 같고, ㄲ·ㄺ·ㅈ을 뺀 받침들의 자리는 3-91 자판과 같다.

#### 김국 38K 자판(2014) - 두벌식 표준 상사형 세벌식

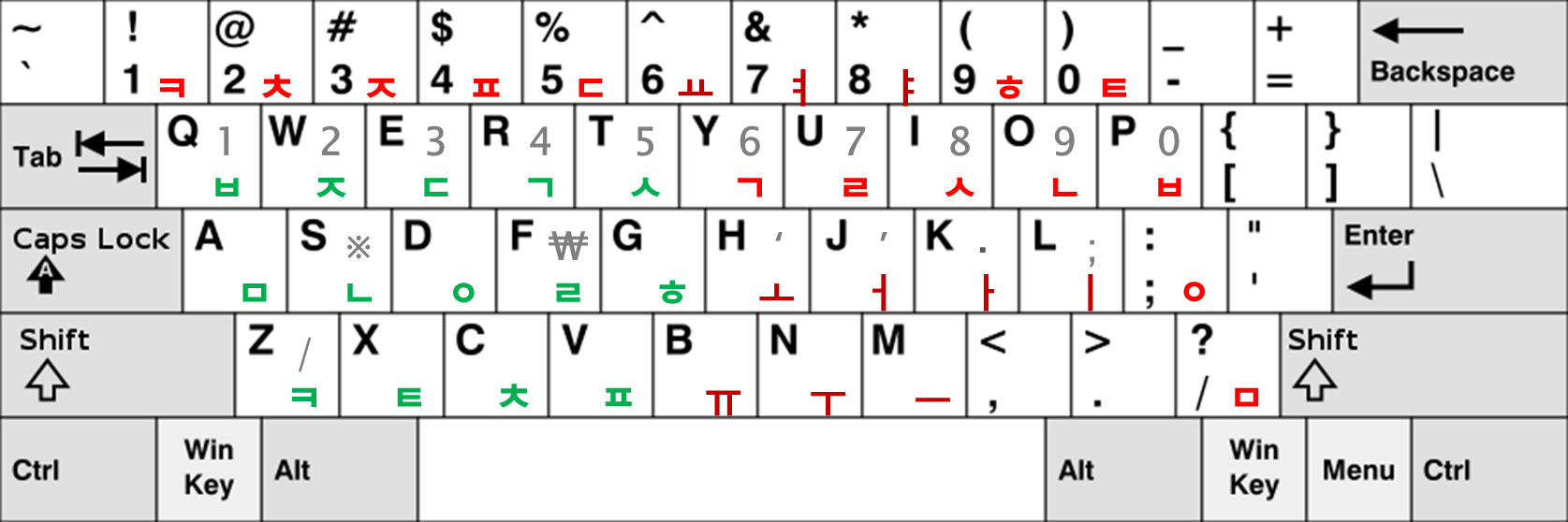
세벌식 김국 38K 자판

김국이 2014년에 발표한 것으로, 두벌식 KS자판과 초성 14자와 중성 6자(ㅏ, ㅓ, ㅗ, ㅜ, ㅡ, ㅣ)의 위치를 일치시킨 세벌식 자판이다. 숫자열에 중성 ㅑ,ㅕ,ㅛ와 나머지 종성이 나뉘어 배치되어 있다. 좌 초성, 우 중성·종성으로 두벌식 KS 자판과 정합성이 높아 두벌식으로부터 전이 학습이 유리한 점이 특징이다. 38K 자판은 날개셋 한글 입력기를 사용하여 구현되어 이를 공개하였다.
김국 38 계열 자판은 빈도에 따라 글쇠를 잘 배치했지만, ㅐ, ㅔ 등과 여러 겹받침을 조합해서 입력해야 하기 때문에 총 타수가 늘어나고 왼손에 큰 부담을 준다는 비판이 있다. 그러나 총 타수가 중요하다고 해서 겹자모(ㄳ, ㅘ 등)를 다수 배치한다고 좋은 자판이 아니며, 총 타수보다 시프트키를 누르는 부하가 없게 하는 것과 글쇠의 수가 적게 하는 것이 바람직하다는 주장이다. 또한 한 쪽 손의 부하가 큰 것은 세벌식의 공통적 특징이며 38계열 자판의 단점이 아니라고 한다.

### 신세벌식 자판(신광조 세벌식 자판) 계열
신세벌식 자판의 원안은 1995년에 신광조가 PC 통신 하이텔의 '한글프로그래밍 동호회'의 자료실에 배열표가 든 설명문과 입력 변환 프로그램을 올려서 처음 제안하였다. 신광조의 원안 배열을 바탕으로 조금씩 배열을 바꾼 변형안들이 뒤이어 나왔다.
박경남은 박경남 신세벌식 자판을 만들었고, 같은 박경남이 2003년에 원안처럼 영문 쿼티 자판과의 호환성을 맞추어 고친 박경남 수정 신세벌식 자판을 다시 내놓았다. 2010년대에는 신세벌식 2015 자판, 신세벌식 M 자판, 신세벌식 P2 자판 등이 나왔다.

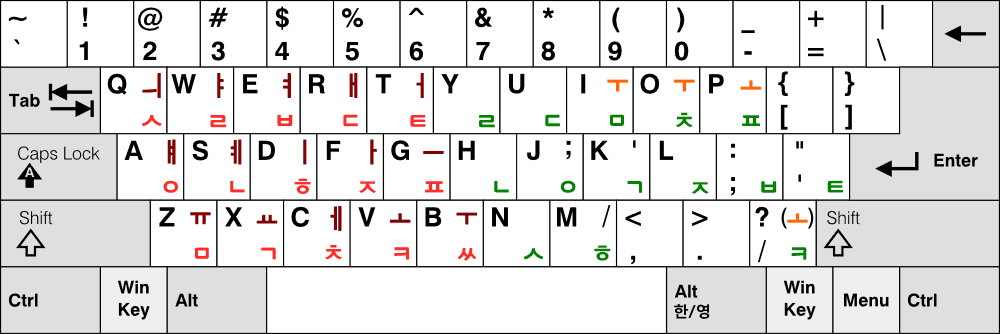
신세벌식 자판 원안 (1995)
박경남 신세벌식 자판
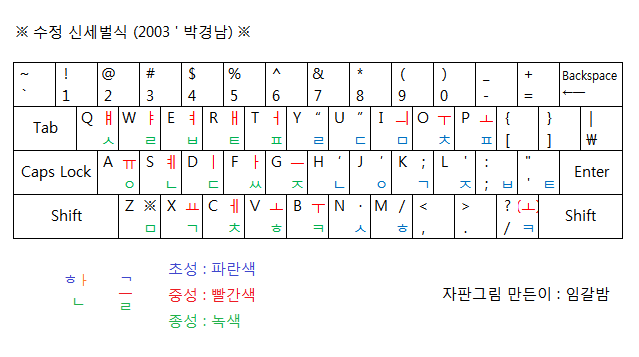
박경남 수정 신세벌식 자판 (2003)
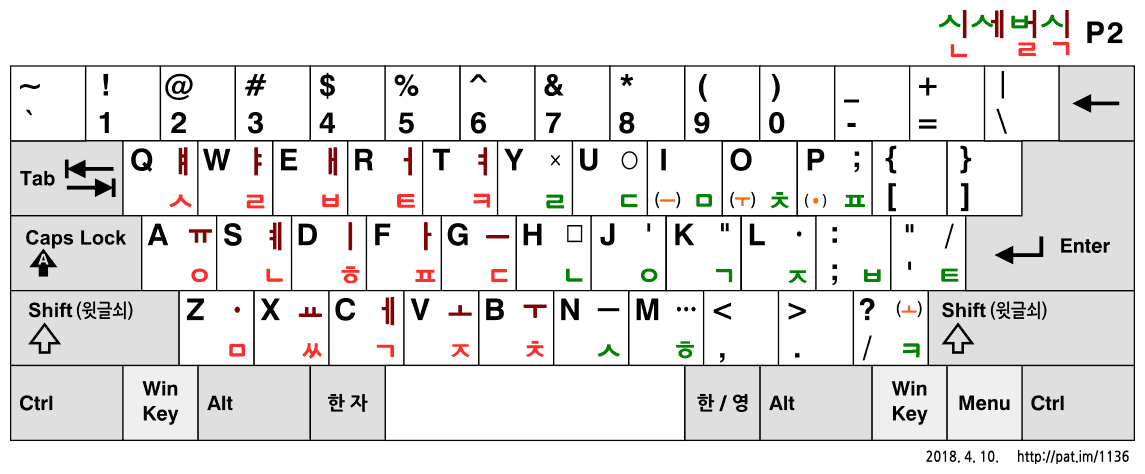
신세벌식 P2 자판 (2018)

## 모아치기 계열

### 속기 자판
이 속기 자판은 전용 속기기에 사용되는 자판이다. 초성이 왼쪽, 중성이 아래쪽, 종성이 오른쪽에 놓여 있다. 아래쪽에 놓인 중성은 양 엄지손가락으로 친다. . 

### 안마태 세벌식 자판

#### 안마태 소리 글판

안마태 소리 글판

안마태 소리 글판은 흔히 쓰이는 컴퓨터 자판으로 여러 글쇠를 한꺼번에 눌러 넣는 모아치기를 할 수 있게 한 세벌식 자판이다. 성공회 신부 안마태가 1980년대부터 시안을 내놓았고, 오늘날 널리 알려진 배열은 2003년에 발표되었다. 안마태 자판, 정음 건반이라고도 불린다. 위 속기 자판의 배열과 중성과 종성의 위치가 다른데, 글씨를 쓰는 차례처럼 초성이 왼쪽, 중성이 오른쪽, 종성이 아래쪽에 놓여 있다. 아래쪽에 놓인 끝소리를 양 엄지손가락으로 눌러 넣는다. 
안마태 소리 글판을 쓰려면 동시 입력을 지원하는 전용 입력기가 필요하다. 거센소리 ㅊ, ㅋ, ㅌ, ㅍ은 ㅈ, ㄱ, ㄷ, ㅂ에 ㅎ을 동시에 눌러서 넣는다. 즉, ㅊ=ㅈ+ㅎ이 되는 식이다. ㄲ, ㄸ, ㅆ, ㅉ, ㅃ(경음)은 해당 자음의 오른쪽의 글쇠와 동시에 눌러준다. 즉, ㅆ=ㅅ+ㄴ으로 넣는다. 이러한 입력방법을 치환타법이라고 한다. 좌측에 초성 10키, 우측에 중성 10키, 아래쪽에 종성 10키의 영역을 구분한다. 모든 음절을 초, 중, 종성의 동시입력으로 입력한다. 안마태 소리 글판은 공병우 계열과 비교했을 때 키를 30개로 상대적으로 적게 사용하여 3개의 열만 사용하고, 빠르게 동시입력을 할 수 있는 점이 장점으로 꼽힌다.
단점으로 치환타법만 허용, 즉, ㅋ을 단독으로 구현하지 못하고, ㄲ, ㅘ 등에 기본적인 순차입력을 보장하지 못한다. 또 특수한 입력기가 필요하고, 동시입력의 역치가 숙련도에 따라 달라져야 한다. 동시입력 시 일반으로 인체공학적인 부담이 많이 가는 점도 지적되지만, 개발자는 이런 단점을 전부 부정한다. 입력속도를 기존보다 최고 50% 이상 높일 수 있다. 부가적으로 옛글자를 배열하였다. 최근에 ㅊ, ㅋ, ㅌ, ㅍ을 윗글자로 치는 순차타법을 포함하고, 글쇠 수를 쿼티 자판과 맞춘 새로운 자판을 선보였다. 글쇠 수가 줄어든 만큼 치환하는 자소도 늘어났다.

'꽦'이라는 글자를 안마태 소리 글판으로 입력하기 위해서는 총 7개의 key를 눌러주어야 한다(순차적이든 동시적이든). 키보드 제작 기술의 발달에 따라 무한동시입력이 가능한 키보드들이 시중에 판매되고 있다.(2014년 9월 현재 무한동시입력이 가능한 키보드는 2~3만원대에 팔리고 있다.) 무한동시입력 가능 키보드들을 이용하면 7개의 키를 동시에 입력할 수 있으므로, 치환타법은 더 이상 단점이라 여길 수 없다.

#### 중국어 안마태 소리 글판

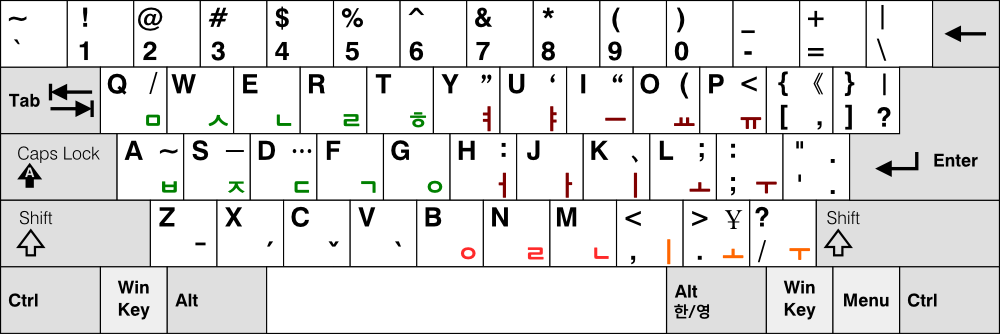
중국어 안마태 소리 글판

중국어판 안마태 소리 글판은 한글을 발음기호 삼아 표준 중국어를 넣기 좋게 바꾼 안마태 계열 세벌식 자판이다. 2007년 7월에 중국 연길에서 열린 '2007 다종언어 정보처리 국제학술대회'에서 중국어 입력기인 안음 3.0과 함께 공개되었다.
글쇠 배열과 입력 방식의 큰 틀은 한글 자판과 비슷하다. 받침(끝소리)이 많이 쓰이지 않는 표준 중국어의 특성에 맞추어 받침 자리에 ㄱ,ㄷ,ㅁ,ㅂ,ㅅ,ㅈ,ㅎ이 빠지고 성조 기호 4개(ˉ, ˊ, ˇ, ˋ)와 겹홀소리의 뒷홀소리를 넣을 때 쓰는 홀소리 3개(ㅣ,ㅗ,ㅜ)가 들어갔다. zh=ㅇ+ㅈ, sh=ㅇ+ㅅ, r=ㄹ+ㅇ, c=ㅈ+ㅎ, ei=ㅔ+ㅣ, ui=ㅜ+ㅣ 등으로 중국어의 한어 병음 표기와 대응하는 입력을 할 수 있다. 첫소리/가운뎃소리/끝소리/성조 기호를 한꺼번에 눌러 중국어를 한 낱내씩 넣을 수 있다.

## 같이 보기
- 한글 자판
- 세벌식 자판
- 속기 자판
- 한글 타자기
- 날개셋 한글 입력기
- 새나루 한글 입력기